# Hofesh Shechter
Hofesh Shechter (Gerusalemme, 3 maggio 1975) è un coreografo, danzatore, musicista e attore israeliano, residente a Londra.

## Biografia
Shechter a sei anni iniziò a studiare pianoforte. Si avvicinò alla danza popolare all'età di 12 anni. Dopo la laurea all'Accademia di musica e danza di Gerusalemme, ha lavorato come ballerino con Ohad Naharin della Batsheva Dance Company e con il coreografo belga Wim Vandekeybus. Nel 2002 si trasferisce a Londra per una residenza artistica presso il centro The Place. In questo periodo inizia a creare le sue prime coreografie di danza contemporanea e diventa artista associato del Teatro Sadler's Wells.

## Carriera
Shechter si è rivelato nel 2004, quando il suo lavoro Cult ha vinto a Londra l'Audience Choice Award. Nel 2008, fonda la Hofesh Shechter Company, compagnia residente del Brighton Dome,  con la quale crea il suo primo spettacolo full-length, Political Mother, nel 2010. La Hofesh ha raggiunto i teatri di numerosi paesi fra i quali la Nuova Zelanda, Taiwan, la Corea del Sud, il Qatar e il Brasile.
In Italia, Shechter ha creato per Aterballetto lo spettacolo Wolf, con debutto a Gorizia nel 2017. Nel 2018 ha vinto in Italia il Premio Danza&Danza come miglior coreografo dell'anno. Musicista e compositore sin da adolescente, grazie ai suoi studi di batteria che perfezionò a Parigi con Dante Agostini, Shechter nelle sue produzioni di danza si occupa personalmente dell'aspetto soprattutto percussionistico.
Nel 2016, la rivista di teatro The Stage lo ha collocato fra i 100 artisti più influenti al mondo. Nel 2018 ha ricevuto un OBE Onorario dalla Regina Elisabetta II.

## Cinema e televisione
Shechter è stato coreografo per la serie televisiva Skins (seconda stagione). Nel 2022 ha interpretato se stesso nel cast principale di La vita è una danza di Cédric Klapisch, per il quale ha curato anche la colonna sonora.

## Principali Coreografie
- Fragments (2003)
- Cult (2004)
- Uprising (2006)
- In Your Rooms (2007)
- The Art of Not Looking Back (2009)
- Political Mother (2010)
- Political Mother: The Choreographer's Cut (2011)
- Sun (2013)
- Barbarians (2014)
- Orphée et Eurydice, per il Royal Ballet (2015)
- Fiddler on the Roof, per la regia di Bartlett Sher, Broadway musical (2015) [7]
- Clowns, per la NDT2 (2016)[8]
- Grand Finale (2017)
- Wolf, per Aterballetto (2017)
- Show (2018)
- Clowns, film TV BBC Two (2018)
- Political Mother Unplugged (2020)
- Light: Bach dances, per il Teatro reale danese (2021)
- Double Murder, Teatro Sadler's Wells (2021)
- Contemporary Dance 2.0 (2022)
- From England with Love (2024)
- Theatre of Dreams, Théâtre de la Ville (2024)

## Filmografia
- Send Me an Angel, regia dia Nir Ne'eman (2003)
- La vita è una danza, regia Cédric Klapisch (2022)

## Riconoscimenti
- 2004 – Audience Choice Award ai Place Prize per Cult
- 2008 – Candidatura per il South Bank Show Award per In your rooms[4]
- 2008 – Critics Circle Award come miglior coreografia per In your rooms
- 2008 – Prix du Syndicat de la Critique per In your rooms
- 2009 – Premio the Movimentos come promessa nella danza[4]
- 2011 – Candidatura per il South Bank Sky Arts Award per Political Mother[4]
- 2011 – Cannes World Film Festival, premio al miglior film di danza per Political Mother
- 2011 – The British Theatre Institute Award come eccellenza nella danza internazionale
- 2015 – Candidatura al Tony Award alla miglior coreografia per Fiddler on the Roof[9]
- 2018 – OBE Onorario ai Birthday Honours della Regina Elisabetta II
- 2018 – Premio Danza&Danza al coreografo dell'anno per Grand Finale, Show, Wolf e Orphée et Eurydice
- 2020 – Miglior cortometraggio straniero al Choreoscope Barcelona Dance Film Festival per Clowns, il film[10]
- 2020 – Premio Fedora Van Cleef & Arpels Prize for Ballet per Light: Bach dances[11]